# Notomulciber fuscomarginatus
Notomulciber fuscomarginatus är en skalbaggsart som först beskrevs av Aurivillius 1914.  Notomulciber fuscomarginatus ingår i släktet Notomulciber och familjen långhorningar. Inga underarter finns listade i Catalogue of Life.